# طراحی سنتی

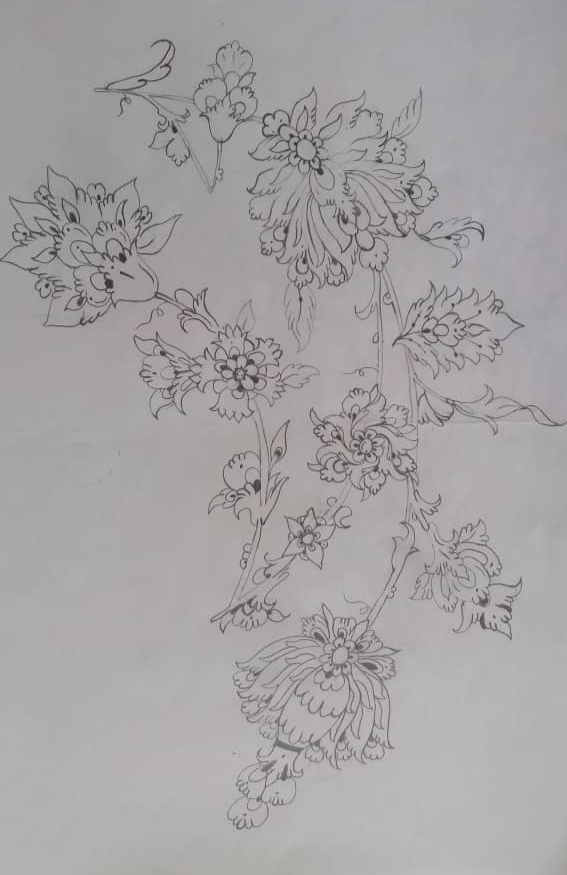
طراحی سنتی، بند ختایی

ترسیم انواع نقش و نگارهای خیالی به صورت خطی در اشکال و ترکیب‌های مختلف برای به‌کارگیری در انواع آثار صنایع دستی را «طراحی سنتی» می‌گویند.
در طراحی سنتی رنگ آمیزی مرسوم نیست و همه خطوط، سازنده طرح و نقش هستند.
طراحی سنتی پیش زمینه بسیاری از آثار و نگاره‌های ایرانی همانند: تذهیب، تشعیر، طراحی فرش، نگارگری، منبت، معرق و… بوده واز قدمت بسیار بالایی برخوردار است.

## تاریخچه طراحی نقوش سنتی
آثار سفالینه‌های بدست آمده از پیشینیان به خوبی نشانگر این امر است که طراحی نقوش سنتی به گذشته‌های خیلی دور بازمی‌گردد و طراحان و هنرمندان کهن به کشیدن نقش‌های هندسی، حیوانی، گیاهی، انسانی و ترکیب آنها با یکدیگر مبادرت ورزیده‌اند.
این نقوش مقدمه ای برای آثار پیچیده‌تر و بازتابی از فعالیت کشاورزی و سبک زندگی انسانهای اولیه فلات ایران بوده که بعدها با نقوش و طرح‌های طبیعی و متنوع گسترش یافته‌است.
از آثار بدست آمده می‌توان نقوش بر روی سفالینه‌های مکشوفه از مناطقی چون سیَلک، شوش، خوروین، لرستان و زیویه نام برد.

## تقسیم‌بندی نقوش سنتی
1. نقوش شکسته: نقوشی است که بر اساس شکل‌های زاویه دار با خطوط راست ترسیم می‌شود و نقوش مختلف انسانی، حیوانی، گیاهی و هندسی را در بر می‌گیرد.
2. نقوش گردان: که شامل نقوش اسلیمی و ختایی می‌شود.

- نقوش اسلیمی: برخی این نقوش را خلاصه شده اشکال در طبیعت می‌دانند؛ مانند: ابر، درخت، دهان باز اژدها، سر و عاج فیل، مار.
- نقوش ختایی: به معنی گل و ریحان و نقوشی که ملهم از گلها و گیاهان باشد؛ به همراه عناصری چون گل و برگ و ساقه گیاهی.[۱][۲]